# Grimoald I.

Grimoald I. ali Grimoald Starejši (francosko  Grimaud l'Ainé) je bil od leta 643 do 656 dvorni majordom Avstrazije, * 615, † 657 ali 661.

## Življenje
Grimoald je bill sin Pipina Landenskega in njegove žene Ite.
Po Pipinovi smrti leta 640 je postal upravitelj njegovih posesti in najmočnejša osebnost  v Avstraziji. V tem času se je turingijski vojvoda Radulf uprl avstrazijskemu kralju Sigibertu III..  Grimoald se je udeležil pohoda proti upornikom, ki se je končal s porazom.  Grimoaldu je uspelo rešiti Sigibertu življenje in postala sta dobra prijatelja. Po odstranitvi dvornega majordoma Otona, je Grimoald zasedel njegov položaj, ki je nekoč pripadal Pipinu  Landenskemu. 
Grimoald je prepričal kralja Sigiberta III., ki je bil brez otrok, naj posvoji njegovega sina  Hildeberta, kar je tudi storil. Sigibert je kasneje dobil sina Dagoberta II., katerega je Grimoald v strahu za Hildebertovo nasledstvo poslal v samostan na Irsko ali v škofijsko šolo v Poitiers.  Po Sigibertovi smrti, verjetno leta 656, je njegov prestol zasedel Grimoaldov sin Hildebert.
Grimoalda je leta 661 odstavil in usmrtil nevstrijski in burgundski kralj Klotar III. in ponovno združil Frankovsko kraljestvo.  Liber Historiae Francorum  pravi, da ga je že leta 657 ujel in usmrtil Klodvik II..